# TIMSS
TIMSS staat voor "Trends in International Mathematics and Science Study". Sinds 1995 wordt wereldwijd elke vier jaar de kennis van leerlingen in de exacte vakken gemeten met een internationale TIMSS-toets voor het  basisonderwijs en/of het voortgezet onderwijs. De dataverzameling van het eerste TIMSS-onderzoek vond plaats aan het einde van het schooljaar 1994/1995 en richtte zich op drie groepen leerlingen. Voor Nederland waren dit groep 5 en 6 van het basisonderwijs, leerjaar 1 en 2 van het voortgezet onderwijs en het laatste jaar van het voortgezet onderwijs. De twee vervolgstudies, TIMSS-1999 en TIMSS-2003, hadden betrekking op groep 6 van het basisonderwijs en/of het tweede leerjaar van het voortgezet onderwijs.

## Doel
TIMSS geeft landen de mogelijkheid in kaart te brengen hoe goed hun leerlingen in de exacte vakken presteren in vergelijking tot andere landen. Maar het onderzoek biedt meer dan alleen een internationale ranglijst. TIMSS verzamelt ook informatie over waarom leerlingen in het ene land beter presteren dan in een ander land. Met schriftelijke vragenlijsten voor leerlingen, leraren en schoolleiders wordt informatie verzameld over de onderwijscontext. Doordat TIMSS elke vier jaar herhaald wordt, geeft het ook een beeld van ontwikkelingen in leerprestaties en in het onderwijs door de jaren heen.

## TIMSS-projecten
Vanaf 2006 lopen er twee TIMSS-projecten: TIMSS-2007 en TIMSS-Advanced 2008. Aan TIMSS-2007 doen meer dan 60 landen mee. In Nederland zijn voor TIMSS-2007 in het voorjaar van 2007 zo'n 4000 leerlingen in groep 6 van het basisonderwijs getoetst op hun rekenkennis en hun kennis van natuuronderwijs. De onderzoeksresultaten zijn eind 2008 bekend geworden.
TIMSS-Advanced is een internationale wis- en natuurkundetoets voor eindexamenleerlingen die wiskunde en natuurkunde op pre-universitair niveau volgen. Hieraan doen 10 landen mee. In het voorjaar van 2008 hebben zo'n 4300 Nederlandse eindexamenleerlingen in het  VWO die Wiskunde B2 of Natuurkunde 2 volgen ( profiel Natuur en techniek), de internationale TIMSS-toets gemaakt. De resultaten van dit onderzoek zijn eind 2009 gepubliceerd.

## Uitvoering
TIMSS wordt gecoördineerd door het TIMSS & PIRLS International Study Center te Boston onder leiding van het International Association for the Evaluation of Educational Achievement (IEA). 
TIMSS wordt in Nederland uitgevoerd in opdracht van de Programma Raad voor het Onderwijs Onderzoek (PROO) van de  Nederlandse Organisatie voor Wetenschappelijk Onderzoek (NWO). Het Nederlandse aandeel van TIMSS wordt sinds 1995 uitgevoerd door de Faculteit Gedragswetenschappen van de Universiteit Twente.